# Back Like That
Back Like That – singel amerykańskiego rapera Ghostface Killaha, członka Wu-Tang Clanu, nagrany z gościnnym udziałem Ne-Yo, wydany 2006 roku nakładem wytwórni Def Jam.
Utwór został wyprodukowany przez Xtremea i znalazł się na albumie Fishscale, a remiks utworu na albumie Ghostdini: Wizard of Poetry in Emerald City.

## Lista utworów
Opracowano na podstawie źródła.
Strona A
1. Back Like That (Clean) – 4:04
2. Back Like That (Dirty) – 4:04

Strona B
1. Back Like That (Instrumental) – 4:04
2. Back Like That (Acappella) – 4:02

## Użyte sample
- „Baby Come Home” w wykonaniu Williego Hutcha
- „Song Cry” w wykonaniu Jay-Z